# Beizîmî, Izeaslav
Beizîmî (în ucraineană Бейзими) este un sat în comuna Lișceanî din raionul Izeaslav, regiunea Hmelnîțkîi, Ucraina.

## Demografie
Componența lingvistică a localității Beizîmî
     Ucraineană (99,2%)
     Alte limbi (0,8%)
Conform recensământului din 2001, majoritatea populației localității Beizîmî era vorbitoare de ucraineană (99,2%), existând în minoritate și vorbitori de alte limbi.